# Trogons (familie)
De Trogons (Trogonidae) vormen de enige familie van vogels uit de orde Trogoniformes.

## Taxonomie
De familie telt 7 geslachten met in totaal 46 soorten:
- Geslacht Apalharpactes (2 soorten trogons)
- Geslacht Apaloderma (3 soorten trogons)
- Geslacht Euptilotis (1 soort: geoorde trogon)
- Geslacht Harpactes (10 soorten trogons)
- Geslacht Pharomachrus (5 soorten quetzals)
- Geslacht Priotelus (2 soorten trogons)
- Geslacht Trogon (23 soorten trogons)